# Краевская, Мирослава
Мирослава Краевская (пол. Mirosława Krajewska; 11 сентября 1940, Варшава — 6 декабря 2023) — польская актриса театра и кино, также актриса озвучивания.

## Биография
Мирослава Краевская родилась 11 сентября 1940 года в Варшаве. Актёрское образование получила в Государственной высшей театральной школе (теперь Театральная академия им. А. Зельверовича) в Варшаве, которую окончила в 1962 году. Дебютировала в кино в 1962 году ролью монахини Ноэли в фильме «Как быть любимой». Актриса театров в Катовице (1962—1964) и Варшаве (1964—1997).

## Избранная фильмография
- 1962 — Как быть любимой / Jak być kochaną — монахиня Ноэля
- 1962 — И ты останешься индейцем / I ty zostaniesz indianinem — Кубякова, мать Мирека
- 1965 — Один в городе / Sam pośród miasta — Крыська, подруга Баси
- 1970 — Секрет / Sekret — Тереса, бывшая любовница Левицкого
- 1974 — День рождения Матильды / Urodziny Matyldy — Божена, актриса
- 1976 — Брюнет вечерней порой / Brunet wieczorową porą — Ирена, сестра Анны Роман
- 1980–1981 — Королева Бона / Królowa Bona (телесериал)
- 1988 — Мастер и Маргарита / Mistrz i Małgorzata (эпизод)
- 2010 — Три минуты. 21:37 / Trzy minuty. 21:37 — соседка